# أدولف هوسينجر
أدولف برونو هاينريش إرنست هوسينجر (ولد 4 أغسطس 1897 - مات 30 نوفمبر 1982) كان ضابطًا عسكريًا ألمانيًا مخضرماً وقد امتدت سيرته المهنية من الإمبراطورية الألمانية وحتى جمهورية فايمار ثم ألمانيا النازية ثم ألمانيا الغربية . انضم إلى الجيش الألماني كمتطوع عام 1915 وأصبح فيما بعد جنديًا محترفًا. شغل منصب رئيس العمليات في هيئة الأركان العامة للقيادة العليا للجيش الألماني في الفيرماخت من عام 1938 إلى عام 1944. وقد عُيَّن رئيسًا بالإنابة لهيئة الأركان العامة لمدة أسبوعين في عام 1944 بعد استقالة كورت زيتزلر . في ذلك العام، اتُهم هيوسنجر بالتورط في مؤامرة 20 يوليو لاغتيال أدولف هتلر، ولكن برأته محكمة الشعب.